# 狸の大将
『狸の大将』（たぬきのたいしょう）は、1965年7月25日に東宝系で公開された日本映画。カラー。東宝スコープ。

## 概要
詐欺師・秋山宇佐吉はデパートで女スリ・浪野ナミとぶつかり、心ならずも犯人逮捕に協力、やがてナミは釈放されると、宇佐吉と宝石店へ行くが、宝石を盗んでトンズラし、宇佐吉が刑務所送りに。数ヶ月後今度は宇佐吉が釈放されると、二人は共同で詐欺を働こうとする……。
『天才詐欺師物語 狸の花道』に続く、『狸シリーズ』の第2作。本作でも山本嘉次郎が監督のほか、プロデュース・脚本を手掛ける。

## スタッフ
- 製作・脚本・監督：山本嘉次郎
- 撮影：斎藤孝雄
- 照明：平野清久
- 美術：村木与四郎
- 録音：刀根紀雄
- 音楽：広瀬健次郎
- 編集：大井英史
- 助監督：児玉進
- スチール：石月美穂

## 出演者
- 秋山宇佐吉：小林桂樹
- 浪野ナミ：淡路恵子
- 寿亀助：伴淳三郎
- 寿亀代：中北千枝子
- 寿亀太郎：望月哲也
- 立花すみえ：那須ますみ
- 早川五郎：有島一郎
- 立花警部補：藤木悠
- 石田主任警部：田島義文
- 森川：中丸忠雄
- 寺田：伊吹徹
- 神岡：桐野洋雄
- 近藤：春日章良
- 紺野：渚健二
- 赤沢：西条康彦
- 名店街の紳士：宇野晃司
- 宝石店主：十朱久雄
- 時計店主：草川直也
- 芸者屋女将：京塚昌子
- 六本木の紳士：立原博
- 福岡の宿の番頭：藤原釜足
- 福岡の運転手：堺左千夫
- 駅・買物の客：渋谷英男
- 空港オトリの男：岡豊
- バスの運転手：越後憲三
- 観覧車の母：河美智子

## 同時上映
『四谷怪談』
- 原作：鶴屋南北／脚本：八住利雄／監督：豊田四郎／主演：仲代達矢／東京映画作品